# Aerosteon riocoloradensis
L'aerosteo (Aerosteon riocoloradensis) era un dinosauro carnivoro, appartenente ai tetanuri. Visse all'inizio del Cretaceo superiore (Santoniano, circa 90 milioni di anni fa) e i suoi resti sono stati ritrovati in Argentina.

## Descrizione
Conosciuto per uno scheletro incompleto di cui si è conservata quasi completamente la parte anteriore, questo dinosauro carnivoro doveva superare i sette metri e mezzo di lunghezza. Le ossa del cranio mostrano che questo animale era dotato di una grande testa armata di lunghi denti. Probabilmente l'esemplare conosciuto era un giovane immaturo, quasi completamente sviluppato.

## Ossa pneumatiche
La particolarità del ritrovamento di Aerosteon è data dalle insolite caratteristiche di alcune ossa, come la furcula (osso dei desideri) e l'ilio; queste ossa possedevano una struttura leggera del tutto simile a quella degli uccelli, che garantiva una notevole dose di pneumaticità. Ciò suggerisce che questo animale possedeva un sistema respiratorio simile a quello degli uccelli, con sacche d'aria che funzionavano come mantici, spostando l'aria nei polmoni piuttosto rigidi.

## Classificazione
Quando fu descritto per la prima volta, nel 2009, questo animale venne ascritto al gruppo dei carnosauri, ma le parentele con gli altri dinosauri all'interno di questo gruppo non erano ben chiare. Solo in seguito (Benson et al., 2010) un nuovo studio mostrò l'esistenza di un clade di predatori precedentemente sconosciuto, i Megaraptora, a cui appartiene anche Aerosteon.